# بورصة العقود الآجلة

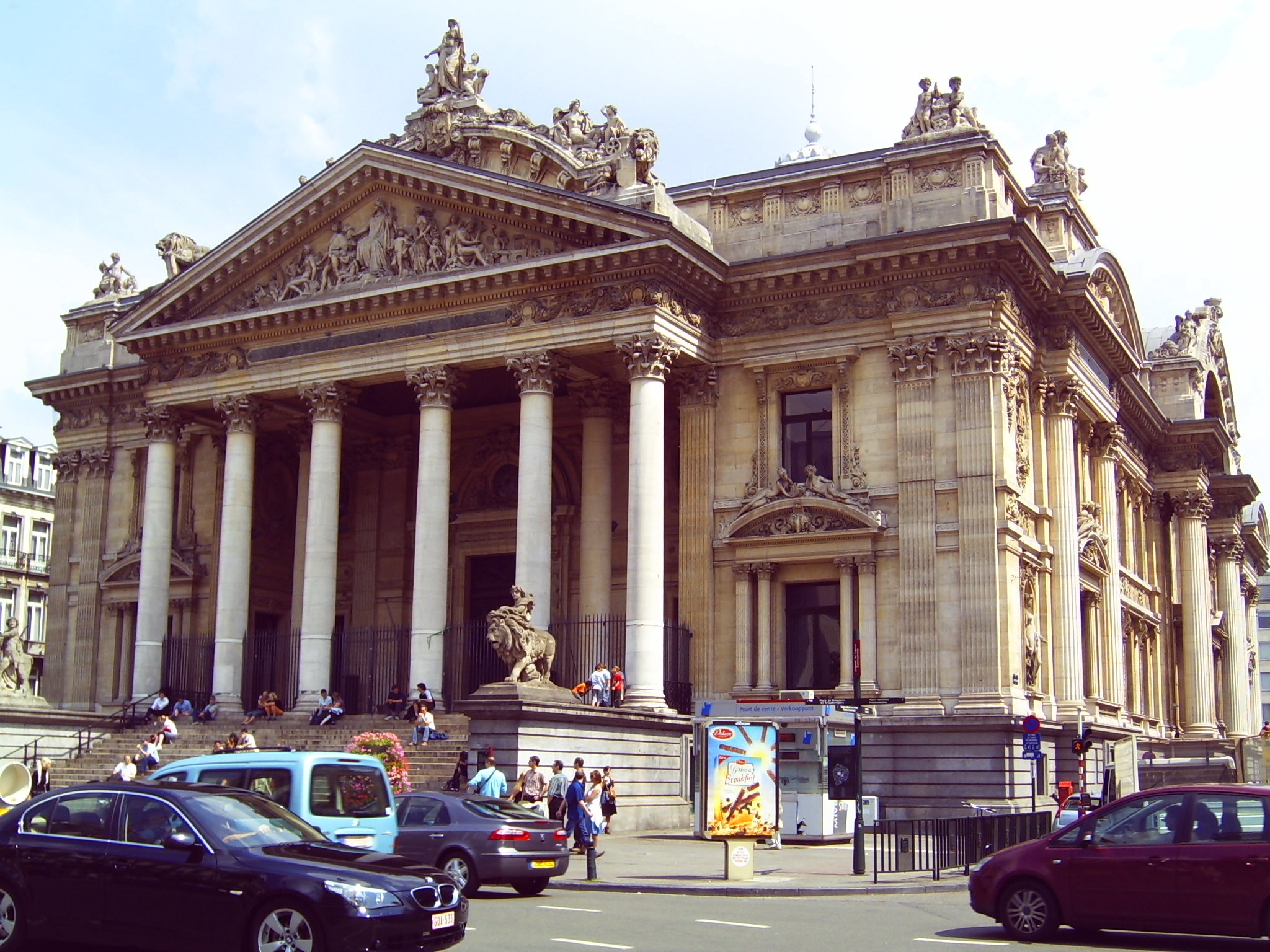
مبنى بورصة بروكسل السابق، وهو معلم معماري تاريخي في مدينة بروكسل، بلجيكا.

بورصة العقود الآجلة أو سوق العقود الآجلة عبارة عن بورصة مالية مركزية يمكن للأشخاص فيها تدوال العقود الآجلة القياسية، أي، العقد المرتبط بشراء كميات محددة من السلع الأساسية أو الأدوات المالية بسعر محدد مع تحديد التسليم في وقت محدد في المستقبل. وتقع هذه الأنواع من التعاقدات في فئة العقود الاشتقاقية. ويتم تسعير هذه الصكوك حسب حركة الأصل الرئيسي (السهم، السلعة الأساسية المادية، الفهرس، وما إلى ذلك). ويطلق على الفئة المذكورة أعلاه اسم «العقود الاشتقاقية» لأن قيمة هذه الصكوك تكون مشتقة من فئة أصول أخرى.

## تاريخ بورصات العقود الآجلة
من أول السجلات المكتوبة حول تداول العقود الآجلة موجود في سياسات أرسطو. فهو يذكر قصة طاليس، وهو فيلسوف فقير من ميليتوس قام بتطوير «أداة مالية، تشتمل على مبدأ التطبيق العالمي». وقد استخدم طاليس مهارته في التوقع والتنبؤ بأن محصول الزيتون سيكون جيدًا بشكل استثنائي في الخريف التالي. ومن خلال ثقته في توقعاته، قام بعمل اتفاقات مع ملاك معاصر الزيتون لإيداع أمواله معهم لضمان استخدامه لمعاصر الزيتون الخاصة بهم بشكل حصري عندما يكون الحصاد جاهزًا. وقد تفاوض طاليس بنجاح على أسعار منخفضة لأن المحصول كان ما يزال في علم الغيب، ولم يكن أحد يدرك أن المحصول سيكون ضخمًا أو ضعيفًا، ونظرًا لأن ملاك معاصر الزيتون كانوا يرغبون في التحوط ضد احتمالية كون المحصول قليلاً. وبحلول وقت الحصاد، وتجاوز زيادة الطلب على استخدام معاصر الزيتون الإمداد بشكل كبير، قام ببيع عقود الاستخدام الآجلة الخاصة به والمتعلقة بمعاصر الزيتون بالسعر الذي حدده، وتمكن من ربح مبالغ مالية طائلة. ورغم ذلك، يجب أن نذكر أن هذا المثال فضفاض للغاية عند الحديث عن تداول العقود الآجلة، وفي الواقع، فإنه يشبه إلى حد كبير عقد الخيار، مع الأخذ في الاعتبار أن طاليس لم يكن مجبرًا على استخدام معاصر الزيتون إذا كان المحصول قليلاً.
وقد بدأت أول بورصة حديثة منظمة للعقود الآجلة في عام 1710 في بورصة دوجيما للأرز في أوزاكا، باليابان.
وقد كانت الولايات المتحدة هي الدولة التالية في بدايات القرن التاسع عشر. وتضم شيكاغو أكبر بورصة عقود آجلة في العالم، وهي بورصة شيكاغو التجارية. وتقع شيكاغو في قلب البحيرات العظمى، بالقرب من مدينة ميدويست الشهيرة بالمزارع وتربية الماشية، مما يجعلها مركزًا طبيعيًا لنقل المنتجات الزراعية وتوزيعها وتداولها. وقد تسببت الزيادة والعجز في تلك المنتجات تقلبات فوضوية في الأسعار، وقد أدى ذلك إلى تطوير سوق تتيح لتجار الحبوب والقائمين على معالجتها والشركات الزراعية التدوال على التعاقدات «التالية» أو «النقدية المؤجلة» للتخلص من خطر التغيرات السلبية في الأسعار ولإتاحة الفرصة لهم للتحوط. وفي مارس من عام 2008، أعلنت بورصة شيكاغو التجارية استحواذها على شركة نيمكس القابضة، وهي الشركة الأم لبورصة نيويورك التجارية وبورصة السلع. وقد تم إتمام حيازة بورصة شيكاغو التجارية على نيمكس في أغسطس من عام 2008.
وبالنسبة لمعظم البورصات، كانت التعاقدات الآجلة أمرًا قياسيًا في ذلك الحين. ومع ذلك، لم يكن يتم احترام معظم التعاقدات الآجلة من قبل المشتري والبائع. على سبيل المثال، إذا كان مشتري الذرة في عقد آجل قد اتفق على شراء الذرة، وفي وقت التسليم اختلف سعر الذرة بشكل كبير عن سعر العقد الأصلي، فإن المشتري أو البائع يمكن أن يتراجعا عن الاتفاق. وبالإضافة إلى ذلك، كانت سوق التعاقدات الآجلة غير سائلة للغاية، وكانت البورصة ضرورية لتوفير سوق للعثور على المشترين والبائعين المحتملين للسلع بدلاً من دفع الناس إلى تحمل أعباء العثور على المشترين أو البائعين.
وفي عام 1848، تم تكوين مجلس شيكاغو التجاري (CBOT-). وقد كان التداول بشكل رئيسي يقوم على التعاقدات الآجلة، وتمت كتابة أول تعاقد (على الذرة) في الثالث عشر من مارس عام 1851. وفي عام 1865، ظهرت العقود الآجلة القياسية.